# Kola (fiume)
La Kola (in russo Кола?) è un fiume della Russia europea settentrionale (oblast' di Murmansk), tributario del mare di Barents.
Ha origine dal lago Kolozero, situato nella parte nordoccidentale della penisola di Kola; scorre poi con direzione mediamente settentrionale e sfocia in una profonda insenatura del mare di Barents, alla quale ha dato il nome (baia di Kola). La sua foce si trova a brevissima distanza da quella della Tuloma, altro importante fiume della zona. I maggiori affluenti della Kola sono Tjuchta, Kica e Medvež'ja.
In prossimità della sua foce si trova la città di Kola, il maggiore centro urbano toccato dal fiume nel suo corso; un altro insediamento di qualche importanza è Kil'dinstroj.